# Расінг (Мікомесенг)
«Асосіасьйон Депортіва Расінг де Мікомесенг» або просто «Расінг» (Мікомесенг) (ісп. Asociación Deportiva Racing de Micomeseng) — професіональний екваторіальногвінейський футбольний клуб з міста Бата.

## Історія
«Расінг» (Мікомесенг) були засновані в 2015 році в місті Бата і в тому ж році клуб дебютував у вищому дивізіоні чемпіонату країни, хоча команда з 2006 року виступала на молодіжному рівні.
Команда блискуче дебютувала у вищому дивізіоні футбольного чемпіонату країни та здобула титул переможця Прем'єр-ліги.
Як переможець національного чемпіонату вони отримали право вперше узяти участь у міжнародному турнірі, в Лізі чемпіонів КАФ, 2016 року, де вони зазнали розгромної поразки в попередньому раунді від ангольського клубу «Рекреатіву ду Ліболу».

## Форма
Домашня форма клубу складається з зеленої футболки з білим комірцем та білою смугою у верхній частині плеч, а також зелених шортів та шкарпеток. Виїзна форма клубу складається з смугастої біло-синьої футболки з вертикальними смугами, а також білих шортів та шкарпеток.

## Логотип
Логотип клубу складається з трьох елементів: корони, щита та помаранчевої стрічки.
Щит розділений на дві частини. Верхня частина блакитного кольору, нижня — жовтого. У лівому боці верхньої частини знаходиться витонченний мальтійський хрест, а в правому — футбольний м'яч чорно-білого кольору. Під ними знаходиться напис великими латинськими літерами «RACING FC». Нижню частину, в свою чергу, можна розділити ще дві частини. Верхня частина нижньої половини представлена небом жовтого кольору, а нижня частина — складається з двох пагорбів салатного кольору, на схилі одного з яких проростає дерево, яке має роздвоєну зелену крону.
Нижня частина представлена помаранчевою стрічкою, на середині якої знаходиться напис великими латинськими літерами «MICOMESENG».

## Досягнення
- Прем'єр-ліга: 1 перемога

2015

## Статистика виступів в континентальних турнірах КАФ
| Сезон | Турнір             | Раунд      | Клуб                 | Вдома | На виїзді | Загальний |
| ----- | ------------------ | ---------- | -------------------- | ----- | --------- | --------- |
| 2016  | Ліга чемпіонів КАФ | Попередній | Рекреатіву ду Ліболу | 1-5   | 0-4       | 1-9       |

## Відомі гравці
- Уріель Келеба